# Concilio di Costantinopoli III
Il terzo concilio di Costantinopoli, indetto il 7 novembre 680 e chiuso il 16 settembre 681, è ritenuto da alcune Chiese cristiane il terzo Concilio ecumenico celebrato nella capitale dell'Impero bizantino. Fu convocato e presieduto dall'imperatore Costantino IV.

## Temi trattati
Il Terzo Concilio di Costantinopoli fu il primo che si tenne dopo la perdita di Siria ed Egitto a causa della conquista araba. Se gli imperatori bizantini avevano sempre preferito tutelare i buoni rapporti con le Chiese di Antiochia ed Alessandria, anche a costo di alcune frizioni con Roma, questa volta il basileus mostrò un diverso atteggiamento.
Monotelismo e monoenergismo
La questione dogmatica imperante nel VII secolo riguardava la figura di Cristo e le sue volontà. Stava avanzando la teoria non ortodossa del monotelismo e del monoenergismo: furono, in effetti, tentativi per riproporre il monofisismo, già condannato al Concilio di Calcedonia (451).
Già papa Onorio I (625-638) era stato avvisato della nuova formula monotelita, proposta come conciliante; il papa, perciò, credette di non scorgere in essa alcunché di sbagliato. Ma non tardarono le reazioni contrarie da parte dei monaci Sofronio (poi patriarca di Gerusalemme) e Massimo il Confessore (poi santo).
Papa Martino I (649-655), in un concilio svoltosi in Laterano, condannò il monotelismo, facendo nascere così divergenze tra la linea propositiva dell'Imperatore, sorretto dal patriarcato di Costantinopoli, e la linea romana.
Nel terzo Concilio di Costantinopoli si arrivò ad una conciliazione: Costantino IV, d'accordo con papa Agatone (678-681), condannò ufficialmente il monotelismo, in linea con quanto il Concilio di Calcedonia aveva definito nel 451. Il Concilio condannò Papa Onorio I e il patriarca di Costantinopoli Sergio I in quanto, pur non avendolo promosso, non ebbero condannato il monotelismo. 
I padri conciliari affermarono, tra l'altro:
Primato di Pietro
L'imperatore Costantino IV fece accettare dai vescovi orientali presenti al concilio la teoria del Primato di Pietro basato sulla professione di fede dell'apostolo. L'imperatore stesso ebbe a definire il pontefice romano "Arcivescovo dell'antica, gloriosa Roma e Papa ecumenico". Il Concilio sancì quindi la piena riconciliazione della Chiesa bizantina con la Sede apostolica romana.

## Partecipanti
L'edizione critica degli atti conciliari, edita da Rudolf Riedinger nel 1990-1992, in base agli elenchi di presenza e di sottoscrizione contenuti negli atti, riporta, nel secondo volume, un indice dei vescovi che parteciparono al concilio, dal titolo Series episcoporum qui praesentes fuerunt et subscripserunt, per un totale di 166 vescovi presenti o rappresentati al concilio.
L'elenco riporta nell'ordine:
- i patriarchi (nn. 1-5);
- i metropoliti (nn. 6-8 e 14-42);
- i vescovi in rappresentanza del concilio romano indetto da papa Agatone il 27 marzo 680 (nn. 9-13);
- gli arcivescovi autocefali (nn. 43-54);
- i vescovi suffraganei (nn. 55-166).

### Elenco dei vescovi presenti o rappresentati
1. Teodoro e Giorgio, presbiteri, e Giovanni, diacono, in rappresentanza di papa Agatone
2. Giorgio di Costantinopoli
3. Pietro di Alessandria
4. Teofane di Antiochia
5. Giorgio e Teodoro, presbiteri, in rappresentanza della sede di Gerusalemme[4]
6. Giovanni di Tessalonica
7. Teodoro di Tremitonte, in rappresentanza di Epifanio di Cipro
8. Teodoro, presbitero, in rappresentanza di Teodoro di Ravenna
9. Giovanni di Porto
10. Stefano di Corinto
11. Basilio di Gortina
12. Abbondanzio di Tempsa (Paterno), 1º apocrisario del papa[5]
13. Giovanni di Reggio, 2º apocrisario del papa
14. Filalete di Cesarea di Cappadocia
15. Teodoro di Efeso
16. Sisinnio di Eraclea di Tracia
17. Platone di Ancira di Galazia
18. Giorgio di Cizico
19. Marino di Sardi
20. Pietro di Nicomedia
21. Fozio di Nicea
22. Giovanni di Calcedonia
23. Giovanni di Side
24. Giovanni di Amasea
25. Teodoro di Melitene
26. Giustino di Tiana
27. Alipio di Gangra
28. Cipriano di Claudiopoli di Onoriade
29. Giovanni di Pessinonte
30. Polieucto di Mira
31. Teodoro di Stauropoli
32. Tiberio di Laodicea
33. Cosma di Sinnada
34. Costantino di Barata, in rappresentanza di Paolo di Iconio
35. Stefano di Antiochia di Pisidia
36. Giovanni di Perge
37. Teopempto di Mocisso
38. Isidoro di Rodi
39. Sisinnio di Gerapoli
40. Teodoro di Tarso
41. Stefano di Anazarbo
42. Macrobio di Seleucia
43. Giorgio di Bizia
44. Teodoro di Pompeopoli
45. Zaccaria di Leontopoli di Isauria
46. Gregorio di Mitilene
47. Giorgio di Mileto
48. Sergio di Selimbria
49. Andrea di Metimna
50. Teognio di Cio
51. Alessandro di Cotrada

1. Epifanio di Eucaita
2. Giovanni di Eracleopoli o Pedactoe
3. Pietro di Mesembria
4. Pietro di Sozopoli di Tracia
5. Giovanni di Stobi
6. Giovanni di Atene
7. Giovanni di Argo
8. Teodosio di Lacedemonia
9. Giovanni di Lappa
10. Gregorio di Cantano
11. Stratonico di Soli
12. Ticone di Cizio
13. Giovanni di Nissa
14. Teodoro di Terme
15. Giorgio di Camuliana
16. Teodoro di Celzene
17. Giorgio di Daranalis
18. Zoeto di Cristopoli
19. Teodoro di Pergamo
20. Teodoro di Mastaura
21. Teodoro di Adramittio
22. Patrizio di Magnesia
23. Antonio di Ipepa
24. Giovanni di Anea
25. Sisinnio di Nisa
26. Regino di Panio
27. Martirio di Giuliopoli
28. Michele di Aspona
29. Platone di Cinna
30. Genesio di Anastasiopoli
31. Stefano di Verinopoli
32. Andrea di Mnizo
33. Mercurio di Pemaneno
34. Giovanni di Miletopoli
35. Costantino di Lampsaco
36. Cirico di Adriania
37. Giovanni di Filadelfia
38. Andrea di Silando
39. Giovanni di Saitte
40. Teodoto di Daldis
41. Giovanni di Dascilio
42. Giovanni di Adriani
43. Sisinnio di Basilinopoli
44. Teodoro di Preneto
45. Leonzio di Elenopoli
46. Giorgio di Gallo
47. Teodoro di Cesarea di Bitinia
48. Policronio di Prusa
49. Anastasio di Teotochiana
50. Teodoro di Giustinianopoli
51. Menas di Carallia
52. Cosma di Cotenna
53. Niceta di Coracesio
54. Teodoro di Berissa
55. Callinico di Colonia
56. Tiberio di Amiso
57. Giovanni di Andrapa
58. Teodoro di Ibora
59. Sergio di Sinope

1. Gregorio di Arca
2. Giovanni di Faustinopoli
3. Irenarco, diacono, in rappresentanza di Comita di Amastri
4. Giorgio di Gionopoli
5. Foca di Dadibra
6. Platone di Adrianopoli
7. Giorgio di Crazia
8. Domizio di Prusiade
9. Stefano di Eraclea del Ponto
10. Longino di Tio
11. Anastasio di Polemonio
12. Giovanni di Comana
13. Teofilatto di Cerasonte
14. Teodoro di Trebisonda
15. Salomone di Claneo
16. Teodoro di Amorio
17. Zemarco di Sidima
18. Giorgio di Enoanda
19. Giovanni di Eriza
20. Giovanni di Mindo
21. Patrizio di Eluza
22. Cirico di Ancira di Frigia
23. Pietro di Appia
24. Alessandro di Nacolia
25. Domizio di Primnesso
26. Teodosio di Psibela
27. Paolo di Sozopoli di Pisidia
28. Cosma di Cotieo
29. Marino di Filomelio
30. Costantino di Timbriade
31. Platone di Magido
32. Plusiano di Silio
33. Teodoro di Nazianzo
34. Teodoro di Doara
35. Giorgio di Cos
36. Giorgio di Chio
37. Stefano di Paro
38. Giorgio di Nasso
39. Demetrio di Tino
40. Giorgio di Thera
41. Eutichio di Milo
42. Giovanni di Corico
43. Giovanni di Adana
44. Giorgio di Flaviade
45. Eulalio di Zenonopoli
46. Costantino di Dalisando
47. Teodoro di Olba
48. Teodosio di Sebastea[6]
49. Silvano di Lemno
50. Isidoro di Abido
51. Andrea di Neapoli
52. Giovanni di Scarpanto
53. Davide, diacono, in rappresentanza di Andrea di Bosporo
54. Teodoro di Fasi[7]
55. Citonato di Cagliari
56. Teodoro di Aureliopoli

### Fonti
Edizione critica degli atti conciliari, in greco e latino, con introduzione in tedesco:
- Concilium universale Constantinopolitanum Tertium. Pars prima - Concilii actiones I-XI, a cura di Rudolf Riedinger, in Eduard Schwartz (ed.), Acta conciliorum oecumenicorum. Series Secunda. Volumen II/1, Berlino 1990
- Concilium universale Constantinopolitanum Tertium. Pars secunda - Concilii actiones XII-XVIII. Epistulae. Indices, a cura di Rudolf Riedinger, in Eduard Schwartz (ed.), Acta conciliorum oecumenicorum. Series Secunda. Volumen II/2, Berlino 1992